# 다기촌 (시마네현)
다기촌(田儀村)은 시마네현 히카와군에 설치되었던 촌이다. 현재의 이즈모시에 해당한다.